# Вадсе
Вадсе (норв. Vadsø) је значајан град у Норвешкој. Град је у оквиру покрајине Северне Норвешке и седиште, али не и највећи град округа Финмарк (то је Алта).
Према подацима о броју становника из 2011. године у Вадсеу живи око 5 хиљада становника, док у општини живи око 6 хиљада становника.

## Географија
Град Вадсе се налази у крајње североисточном делу Норвешке. Од главног града Осла град је удаљен 1.950 km северно од града. Сходно томе, главна веза са Ослом и остатком Норвешке је путем авио-веза.
Рељеф: Вадсе се налази на северној обали Скандинавског полуострва, на мањем полуострву Варангер. Град се развио уз истоимени Варангерски фјорд. Град са севера окружују брда. Сходно томе, надморска висина града иде од 0 до 30 м надморске висине.
Клима: Клима у Вадсеу је оштра континентална са истовременим утицајем и Атлантика и Голфске струје и Арктика. Она је много оштрија него у већем делу Норвешке јужно, али је и знатно блажа од других подручја на сличној географској ширини.
Воде: Вадсе се развио као морска лука на обали Варангерског фјорда, залива Северног леденог океана.

## Историја
Први трагови насељавања на месту данашњег Вадсеа јављају се у 16. веку, када се овде јавља мало село риболоваца са црквом. Вадсе је 1833. године добио градска права, што је био увод у значајан развој града у 19. веку.
Током петогодишње окупације Норвешке (1940—45) од стране Трећег рајха Вадсе и његово становништво су значајно страдали, посебно на почетку рата, бомбардовањем од стране Луфтвафеа.

## Становништво
Данас Вадсе са предграђима има око 5 хиљада у градским границама и близу 6 хиљада на подручју општине. Последњих година број становника у граду се смањује по годишњој стопи од 0,3%.

## Привреда
Привреда Вадсеа се заснива на коришћењу ресурса норвешког дела Арктика. Традиционалне делатности су риболов и поморство, а данас се све више развијају трговина и услуге.

## Збирка слика
- Средишњи Вадсе зими
- Здање општине Вадсе
- Градска црква
- Аеродром „Вадсе"